# Patriarchalkathedrale der Jungfrau Maria
Die Patriarchalkathedrale der Jungfrau Maria oder Mariam al-Adra (arabisch كاتدرائية مريم العذراء) ist eine Kirche in der irakischen Hauptstadt Bagdad, die im Jahre 1984 geweiht wurde. Sie ist die Kathedrale und der Sitz des Patriarchats der Alten Assyrischen Kirche des Ostens in Bagdad (بطريركية كنيسة المشرق القديمة في بغداد).

## Standort
Die Patriarchalkathedrale der Jungfrau Maria steht im Stadtteil Camp Sarah – Hay ar-Riyad im Osten des Stadtbezirks Karrada von Bagdad etwa 1500 m nördlich vom Ufer des Tigris und rund 250 m östlich vom Abd-al-Qadir-al-Dschaza'iri-Platz (ساحة عبد القادر الجزائري) auf 38 m Meereshöhe.

## Geschichte
Im Gegensatz zu den katholischen Chaldäern, die sich durch ein Schisma der Assyrer im 16. Jahrhundert konstituiert hatten und nun mit Rom uniert waren, war die Assyrische Kirche des Ostens in Bagdad Anfang des 20. Jahrhunderts praktisch nicht mehr präsent. Dies änderte sich mit dem Völkermord an den syrischen Christen im Osmanischen Reich während des Ersten Weltkrieges, als durch Massenflucht Zehntausende Assyrer in das Gebiet des heutigen Irak kamen – die Mitglieder der Assyrischen Kirche insbesondere aus der Region Hakkâri. 1964 kam es in Bagdad erneut zu einem Schisma der Assyrer: Die vom in Chicago ansässigen Patriarchen Shimun XXIII. verfügten Reformen, darunter die Übernahme des Gregorianischen Kalenders, wurden von einem Teil der in Irak lebenden Assyrer abgelehnt, und Mar Thomas Darmo, Metropolit der Kirche des Ostens in Indien mit Sitz in Thrissur, stellte sich gegen die Reformen. 1968 wurde Thomas Darmo zum Gegenpatriarchen gewählt, der im Gegensatz zu Shimun XXIII. als Patriarchensitz Bagdad wählte. Kurz nachdem General Ahmad Hasan al-Bakr am 17. Juli 1968 durch einen Putsch Präsident Iraks geworden war, schickte dieser Polizeieinheiten in Bagdad aus, um mehrere assyrische Kirchen der Stadt – gegen den heftigen Protest der Assyrischen Kirche des Ostens – zu besetzen und sie der Alten Kirche des Ostens unter dem Patriarchen Thomas Darmo zu übergeben, darunter auch die Mar-Zaya-Kathedrale in Karradat Maryam, die nun Patriarchatssitz der Alten Kirche des Ostens wurde.
In den 1980er Jahren gestaltete die Regierung von Saddam Hussein das Gebiet von Karradat Maryam vollständig um, um hier ein neues Regierungsviertel zu errichten. Hierzu wurde auch kirchliches Land enteignet. Die Mar-Zaya-Kathedrale, die größte assyrische Kirche Bagdads, wurde Anfang 1985 zerstört. In der Zwischenzeit hatte die Alte Kirche des Ostens jedoch schon nach Plänen des Bauingenieurs Baba Khochaba mit dem Bau einer neuen Patriarchalkathedrale begonnen. Sie besaß im Osten das Stadtbezirks al-Karrada ein Grundstück, wo seit 1970 der Katholikos-Patriarch Mar Addai II. in den 1970 errichteten Räumlichkeiten des Patriarchats residierte. Hier entstand die neue Patriarchalkathedrale der Jungfrau Maria, die 1984 geweiht wurde und seitdem als Kathedrale der Alten Kirche des Ostens dient. Wenn auch das Kirchengebäude von den Folgen des Krieges verschont blieb, so fiel durch den Massenexodus der Christen die Teilnahme an den Gottesdiensten von 1200 Familien im Jahre 2003 auf 200 Familien im Jahre 2018. In diesem Jahr gab es zwei Priester an der Kirche: Ezrya Warda Benyamine und Yokhana Mattie. Als zweite Kirche in Bagdad ist der Alten Kirche des Ostens noch die Kirche Mart Schmoni im Stadtteil Dora geblieben, wo jedoch auch nur noch wenige Gläubige geblieben sind.

## Architektur
Die aus Stahlbeton erbaute Patriarchalkathedrale der Jungfrau Maria ist dreischiffig. Das Hauptschiff ist im Inneren von den beiden Seitenschiffen durch halbkreisförmige Bögen mit Fenstern getrennt. Das im Osten des Gebäudes befindliche Heiligtum ist vom Hauptschiff durch eine große königliche Tür mit zwei Säulen und Vorhängen mit Kreuzen getrennt. Über dem Chor ist ein halbkugeliges Gewölbe, von dem ein großer Leuchter hängt. Der assyrischen Tradition entsprechend, verzichtet die Kirche auf Ikonen. Eine Besonderheit der Patriarchalkathedrale der Jungfrau Maria ist, dass sich im Erdgeschoss die Räumlichkeiten des Patriarchats und die Wohnungen der Priester befinden und darüber im Obergeschoss die Kirche.

## Weitere Einrichtungen
Auf dem Kirchengelände befinden sich auch Sporthallen, Räume für die Katechese, ein Gemeindezentrum und zwei Gästehäuser.